# Nericonia mindoroensis
Nericonia mindoroensis är en skalbaggsart som beskrevs av Jean François Villiers 1959. Nericonia mindoroensis ingår i släktet Nericonia och familjen långhorningar.
Artens utbredningsområde är Filippinerna. Inga underarter finns listade i Catalogue of Life.